# Bangai-O
Bangai-O är ett shoot 'em up utvecklat av Treasure. Spelet släpptes ursprungligen till Nintendo 64 i Japan den 3 september 1999. Det konverterades sedan till Dreamcast och släpptes i Japan, USA och Europa.